# Liste des voies de Vence
- Haut – A
- B
- C
- D
- E
- F
- G
- H
- I
- J
- K
- L
- M
- N
- O
- P
- Q
- R
- S
- T
- U
- V
- W
- X
- Y
- Z

## Liste des voies de Vence
Cette liste énumère les principales voies de la ville de Vence. Elle n'est pas exhaustive et destinée à être complétée.

### A
- Avenue des Alliés
- Impasse des Alliés
- Rue Alsace-Lorraine
- Boulevard Paul André
- Rue des Arcs
- Chemin des Aspras

### B
- Impasse Bagatelle
- Chemin du Baou des Blancs
- Chemin du Baou des Noirs
- Chemin du Baric
- Rue des Barricades
- Chemin Bartoli
- Chemin des Beaumettes
- Allée Bellevue
- Chemin de la Bonde Longue
- Avenue Bougearel
- Impasse des Bruyères
- Chemin de la Billoire

### C
- Rue de la Cabraire
- Chemin des Cades
- Chemin de la Cagne
- Route de Cagnes
- Chemin du Cagnosc
- Passage Cahours
- Chemin de la Calade
- Chemin des Cambreniers
- Impasse des Cambreniers
- Chemin de Cantemerle
- Giratoire de Cantemerle
- Impasse Carnot
- Chemin des Caroubiers
- Chemin des Castagniers
- Place Marc Chagall
- Avenue des Chènes
- Chemin Chènes Verts
- Impasse du Vieux Cimetière
- Chemin de Claire Fontaine
- Chemin du Claoux
- Place Clemenceau
- Rue Clos de Laure
- Chemin des Colles
- Bretelle du Collet
- Chemin des Combattants en Afrique du Nord
- Rue de la Coste
- Chemin Couleret
- Route de Coursegoules
- Chemin des Cistes

### D
- Chemin de la Draille

### E
- Chemin des Écoliers
- Place de l'Évêché
- Rue de l'Évêché
- Avenue Élise
- Allée des Eucalyptus

### F
- Avenue Foch
- Rue de la Fontaine Vieille
- Chemin de la Fontette
- Chemin du Fort Carré
- Impasse du petit Four
- Impasse du grand Four
- Chemin des Fourches
- Place du Frêne
- Chemin Celestin Freinet
- Rue Funel

### G
- Bretelle du Galinier
- Chemin du Galinier
- Rue Gambetta
- Chemin du Garibou
- Chemin de la Gaude
- Avenue des Genets
- Avenue Henri Giraud (souvent orthographié par erreur Henry Giraud)
- Place Godeau
- Route de Grasse

### H
- Rue de l'Hôtel de Ville
- Rue des Huguenots
- Avenue Émile Hugues
- Rue du 8 mai 45

### I
- Avenue Henri Isnard
- Impasse Henri Isnard

### J
- Avenue Joffre
- Place Maréchal Juin

### L
- Rue de Lahnstein
- Boulevard De Lattre de Tassigny
- Avenue du Général Leclerc
- Chemin des Lentisques

### M
- Ruelle de la Mairie
- Chemin du Malbosquet
- Rue du Marché
- Avenue Marie-Antoinette
- Place Antony Mars
- Rue Massena
- Avenue Henri Matisse
- Boulevard Jean Maurel
- Boulevard Jean Maurel inférieur
- Boulevard Jean Maurel supérieur
- Avenue Marcellin Maurel
- Chemin des Meillières est
- Chemin des Meillières ouest
- Chemin du Méou
- Avenue du Colonel Meyer
- Place Frédéric Mistral
- Place Jean Moulin
- Chemin du Moulin de la Clue
- Descente des Moulins
- Traverse des Moulins

### O
- Allée des Oiseaux
- Avenue des Oliviers
- Chemin des Oliviers
- Chemin de l'Oliverais
- Avenue des Orangers
- Porte d'Orient
- Chemin de l'Ormée
- Rue de Ouahigouya

### P
- Rue de la Paix
- Chemin des Panoramas
- Allée du Parc
- Rue du Pavillon
- Place du Peyra
- Porte du Peyra
- Rue du Peyra
- Chemin de la Pierre Droite
- Avenue des Pins
- Traverse des Pins
- Chemin du Pioulier
- Rue Pisani
- Chemin de la Plaine
- Chemin des Plantiers
- Avenue des Poilus
- Porte Pontis
- Porte du Portail Levis
- Rue du Portail Levis
- Rue des Portiques
- Chemin de la Pouiraque
- Impasse du Poutaouch
- Chemin du Poutaouchon
- Avenue de Provence

### Q
- Chemin des Quatre Vents

### R
- Boulevard de la Reine Jeanne
- Avenue de la Resistance
- Avenue Rhin et Danube
- Rue Humbert Ricolfi
- Boulevard Joseph Ricord
- Chemin du Riou
- Chemin de Roland
- Chemin Romain
- Impasse de la Rouette
- Place de la Rouette
- Chemin des Roures

### S
- Chemin de Saint Claude
- Chemin Saint Donat
- Route de Saint-Jeannet
- Rue Saint Julien
- Rue Saint Lambert
- Chemin Saint Martin
- Rue Saint Michel
- Ancien chemin de Saint-Paul
- Route de Saint-Paul
- Rue Saint Veran
- Chemin de Sainte Anne
- Allée Sainte Anne
- Chemin de Sainte Colombe
- Chemin Sainte Élisabeth
- Rue Sainte Élisabeth
- Rue Sainte Luce
- Chemin des Salettes
- Chemin des Salles
- Rue du Séminaire
- Chemin du Siège
- Porte du Signadour
- Chemin de la Sine
- Chemin de la plus basse Sine
- Chemin de la plus haute Sine
- Chemin de la Source
- Allée du Souvenir
- Rue de Stamford
- Place Surian
- Chemin du Suveran

### T
- Chemin du Taoure
- Chemin du Taude
- Avenue des Templiers
- Chemin des Tennis
- Rue Alphonse Toreille
- Chemin de la Tour
- Chemin de la Trappe
- Avenue Victor Tuby

### V
- Chemin des Vallières
- Chemin de Vallon Notre Dame
- Chemin Vollongues
- Chemin de Vosgelade